# Karl Röhling
Karl Röhling byl rakouský pedagog a politik německé národnosti z Čech, na konci 19. století poslanec Českého zemského sněmu a Říšské rady.

## Biografie
Vystudoval filozofii. Profesí byl gymnaziálním učitelem ve Stříbře.
Ve volbách v roce 1895 byl zvolen v kurii venkovských obcí (volební obvod Tachov) do Českého zemského sněmu. Politicky patřil mezi německé liberály (Německá pokroková strana, odmítající federalistické aspirace neněmeckých etnik).
Koncem 90. let 19. století se zapojil i do celostátní politiky. Ve volbách do Říšské rady roku 1897 byl zvolen a zastupoval zde všeobecnou kurii, 3. volební obvod: Stříbro, Horšovský Týn atd. V roce 1897 se profesně uvádí jako profesor a člen zemské školní rady, bytem ve Stříbře.